# سالي حمادة
سالي حمادة أو سالي محمد أحمد قاسم، هي ممثلة وإعلامية يمنية من محافظة عدن. نجلة الفنان التشكيلي حمادة أحمد قاسم، ووالدتها الممثلة والإعلامية ذكرى أحمد علي، وحفيدة الموسيقار اليمني أحمد بن أحمد قاسم. كان أول صعود لها على خشبة المسرح بعمر 6 سنوات، ومنه تسلسل العمل الفني ما بين مسرح وإذاعة وتلفزيون. شاركت في مسابقة ملكة جمال العرب للعام 2017م، في العاصمة المصرية القاهرة، كممثلة عن دولتها اليمن.

## أعمالها (بطولة)

### مسلسلات تلفزيونية
| العمل                    | العام |
| ------------------------ | ----- |
| فرصة أخيرة               | 2013  |
| الصهير صابر- الجزء الأول | 2014  |
| بيت المداليز             | 2015  |
| الدار دارك               | 2016  |
| الدلال                   | 2018  |
| 10 أيام قبل الزفة        | 2019  |
| غربة البن                | 2019  |
| دكان جميلة               | 2023  |

### مسرحيات
- مسرحية كرت أحمر.
- مسرحية عود ثقاب.
- مسرحية بشرى سارة.
- مسرحية صرف غير صحي.